# FDMA a singola portante
Single-carrier FDMA (SC-FDMA), è uno schema di accesso multiplo a divisione di frequenza per l'assegnazione di più utenti a una risorsa di comunicazione condivisa. Originariamente noto come Carrier Interferometry, è anche chiamato Linearly Precoded OFDMA (LP-OFDMA). SC-FDMA può essere interpretato come uno schema OFDMA precodificato linearmente, nel senso che ha un ulteriore passaggio di elaborazione DFT che precede l'elaborazione OFDMA convenzionale.
SC-FDMA ha attirato grande attenzione come alternativa interessante a OFDMA, soprattutto nelle comunicazioni uplink dove un rapporto potenza di picco-potenza media (PAPR) più basso avvantaggia notevolmente il terminale mobile in termini di efficienza della potenza di trasmissione e riduzione dei costi dell'amplificatore in potenza. Il nome SC-FDMA difatti è dovuto a un segnale OFDM che imita le caratteristiche di un segnale QAM a portante singola. È stato adottato come schema di accesso multiplo in uplink nelle comunicazioni LTE o Evolved UTRA (E-UTRA)  .
Le prestazioni di SC-FDMA in relazione ad OFDMA sono state oggetto di vari studi e, sebbene il divario in termini di prestazioni sia minimo, il vantaggio nell'avere un basso PAPR rende preferibile SC-FDMA per la trasmissione wireless in uplink nei sistemi di comunicazione mobile, in cui l'efficienza della potenza del trasmettitore è di fondamentale importanza   .

## Struttura del trasmettitore e del ricevitore
Il processo di trasmissione di SC-FDMA è molto simile a quella di OFDMA: per ciascun utente, la sequenza di bit trasmessi viene mappata su una costellazione complessa di simboli ( BPSK, QPSK o M- QAM), quindi ai diversi trasmettitori vengono assegnati coefficienti di Fourier diversi; questa assegnazione viene eseguita nei blocchi di mapping e demapping. Nel lato ricevitore c'è un blocco di demapping, un blocco IDFT (Inverse-DFT) e un blocco di rilevamento per ogni segnale utente da ricevere. Proprio come nell'OFDM, gli intervalli di guardia con ripetizione ciclica (prefissi ciclici) vengono introdotti tra blocchi di simboli per eliminare in modo efficiente l'ISI dovuta alla diffusione del tempo tra i blocchi (causata dalla propagazione multipath).
In SC-FDMA l'accesso multiplo tra utenti è reso possibile assegnando a diversi utenti diverse sottoportanti; ciò si ottiene sul trasmettitore inserendo coefficienti di Fourier silenziosi (nelle posizioni assegnate ad altri utenti) prima dell'IDFT e rimuovendoli sul lato ricevitore dopo la DFT.

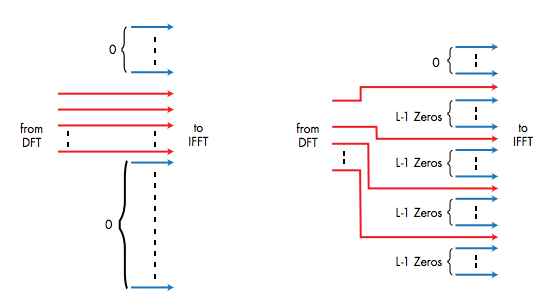
Mappatura localizzata e distribuita

La caratteristica distintiva dello SC-FDMA è che genera un segnale di trasmissione a portante singola, a differenza dell'OFDMA che è uno schema di trasmissione a portanti multiple. La mappatura delle sottoportanti può essere classificata in due tipi: mappatura localizzata e mappatura distribuita
- nella mappatura localizzata, gli output DFT vengono mappati su un sottoinsieme di sottoportanti consecutive limitandoli quindi a solo una frazione della larghezza di banda del sistema
- nella mappatura distribuita, gli output DFT dei dati di input vengono assegnati alle sottoportanti sull'intera larghezza di banda in modo non continuo, con conseguente ampiezza zero per le sottoportanti rimanenti

Un caso speciale di SC-FDMA distribuito è chiamato Interleaved SC-FDMA (IFDMA) dove le sottoportanti occupate sono equamente distanziate sull'intera larghezza di banda. 
Grazie alla sua struttura intrinseca a singola portante, SC-FDMA offre un vantaggio importante rispetto all'OFDM e all'OFDMA, ovvero che il segnale in trasmissione ha un basso PAPR, con la conseguenza di una maggiore flessibilità nei parametri di progettazione. La ragione risiede nel fatto che mentre i simboli di trasmissione OFDM modulano direttamente più sottoportanti, i simboli di trasmissione SC-FDMA vengono prima elaborati da un blocco DFT a N punti. 
In SC-FDMA, così come in OFDM, l'equalizzazione viene realizzata lato ricevitore dopo il blocco DFT, moltiplicando ciascun coefficiente di Fourier per un numero complesso; in questo modo è possibile contrastare facilmente il fading selettivo in frequenza e la distorsione di fase . Il vantaggio è che l'equalizzazione nel dominio della frequenza mediante FFT richiede meno calcoli rispetto all'equalizzazione nel dominio del tempo convenzionale, che richiede filtri FIR o IIR multi-tap. Un minor numero di calcoli comporta un errore di arrotondamento composto inferiore, che può essere considerato come rumore numerico.
Un concetto correlato è la combinazione di una trasmissione a portante singolo con lo schema di equalizzazione del dominio di frequenza a portante singolo (SC-FDE) . La trasmissione a portante singola, a differenza di SC-FDMA e OFDM, non utilizza IDFT o DFT sul trasmettitore, ma introduce il prefisso ciclico per trasformare la convoluzione del canale lineare in una circolare. Dopo aver rimosso il prefisso ciclico nel ricevitore, viene applicata una DFT per arrivare nel dominio della frequenza, dove può essere impiegato un semplice schema di equalizzazione del dominio della frequenza a portante singola (SC-FDE), seguito dall'operazione IDFT.
Legenda:
- DFT: Trasformata di Fourier discreta
- IDFT: Trasformata di Fourier discreta inversa
- CP: Prefisso ciclico
- PS: Pulse Shaping
- DAC: Convertitore digitale-analogico
- RF: segnale a radiofrequenza
- ADC: Convertitore analogico-digitale
- LP-OFDMA: OFDMA precodificato linearmente

## Vantaggi
1. PAPR basso (fattore di cresta)
2. Bassa sensibilità all'offset della portante
3. Meno sensibilità alla distorsione non lineare, quindi consente l'uso di amplificatori di potenza a basso costo
4. Maggiore robustezza contro i valori nulli spettrali